# تروریئن
تروریئن (به فرانسوی: Trévérien) یک کمون در فرانسه است که در Canton of Tinténiac واقع شده‌است.

## خصوصیات
تروریئن ۱۲٫۰۸ کیلومترمربع مساحت و ۸۰۳ نفر جمعیت دارد.